# Георгиос Катругалос
Георгиос Катругалос или Йоргос Катругалос (на гръцки: Γιώργος Κατρούγκαλος) е гръцки политик, външен министър на Гърция в правителството на СИРИЗА за няколко месеца през 2019 г.

## Биография
Георгиос Катругалос завършва право в Атинския университет, след което продължава следването по административно и конституционно право в Парижкия университет Пантеон-Сорбона. Защитава докторска дисертация през 1990 г. Работи като адвокат и като правен съветник към различни държавни институции, включително към Постоянното представителство на страната към ООН в Ню Йорк. От 2002 г. е преподавател по публично право в Тракийския университет.
През 2014 – 2015 е евродепутат от СИРИЗА, след което заема различни постове в правителствата на Алексис Ципрас: младши (алтернативен) министър на вътрешните работи и административната реформа (януари-юли 2015), министър на труда и социалната солидарност (юли-август 2015 и септември 2015 – ноември 2016), младши министър на външните работи (ноември 2016 – февруари 2019). От 15 февруари до 9 юли 2019 г. е титулярен министър на външните работи.
От 2019 г. той е заместник-председател на групата на Обединената европейска левица в Парламентарната асамблея на Съвета на Европа (ПАСЕ) и от 2021 г. председател на Подкомисията по Близкия изток и арабският свят на ПАСЕ.